# Cistierna (kommun)
Cistierna är en kommun i Spanien.   Den ligger i provinsen Provincia de León och regionen Kastilien och Leon, i den norra delen av landet, 290 km norr om huvudstaden Madrid. Antalet invånare är 3 652. Arean är 98 kvadratkilometer. Cistierna gränsar till Cubillas de Rueda, Gradefes, La Ercina, Sabero, Crémenes, Valderrueda, Prado de la Guzpeña och Cebanico. 
Terrängen i Cistierna är huvudsakligen kuperad, men åt sydost är den platt.